# Fernando Sánchez
Fernando Sánchez (fl. XX secolo) è stato un calciatore argentino, di ruolo centrocampista.

## Caratteristiche tecniche
Giocava come centromediano o come mediano sinistro.

## Carriera

### Club
Sánchez debuttò in massima serie argentina nel campionato 1938: giocò tutta la stagione con il Lanús, assommando 22 presenze con 6 reti. Si trasferì poi al River Plate, dove fin dall'inizio fu considerato una riserva; prese parte ai primi anni de La Máquina, venendo impiegato di rado. In cinque stagioni al club di Núñez giocò 16 incontri in campionato, e segnò 1 gol. Passò al Banfield nel 1944, e vi rimase fino al 1947, ottenendo altre 37 presenze in Primera División, raggiungendo quota 75.

## Palmarès

### Club

#### Competizioni nazionali
- Campionato argentino: 2

River Plate: 1941, 1942